# Payman Maadi
Payman Maadi (persiska: پیمان معادی), född 19 juli 1970 i New York, är en iransk-amerikansk skådespelare, manusförfattare och regissör. 
Payman Maadi är en av Irans största skådespelare, kanske mest känd för sin roll som Nader i Asghar Farhadis dramafilm Nader och Simin – En separation (2011).
Maadi, vars föräldrar är iranier, föddes i New York och när han var 5 år flyttade han tillbaka till Iran tillsammans med sin familj. Han avlade ingenjörsexamen inom metallurgi vid Karaj Azad-universitetet.

## Filmografi i urval
- 2011 – Nader och Simin – En separation
- 2016 – The Night Of (TV-serie)
- 2020 – Westworld (TV-serie)
- 2023 – Motståndaren